# Sometimes (Britney Spears)

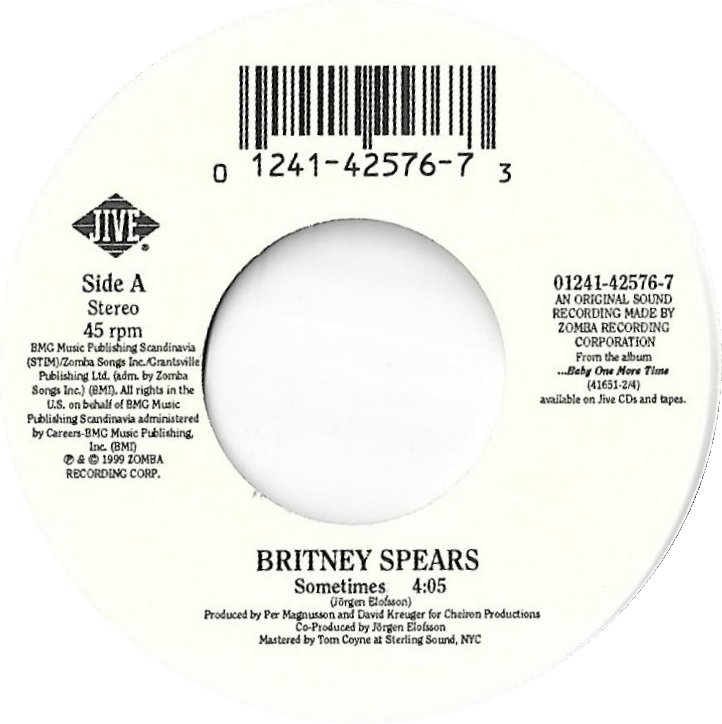
Versione statunitense in vinile

Sometimes è un singolo della cantante statunitense Britney Spears, pubblicato il 14 aprile 1999 come secondo estratto dal secondo album in studio ...Baby One More Time.
Il testo è stato scritto da Jorgen Elofsson e il tema dominante è ancora l'amore. Il singolo ha venduto in tutto il mondo 3 903 000 copie.

## Video musicale
Il relativo video musicale, diretto da Nigel Dick, è stato girato a Malibù, in California. Il video s'incentra su una "cotta" della Spears, che si trova prima seduta sui gradini d'una villa dove la vegetazione è rigogliosa, poi su delle scale, su una piattaforma e infine sulla spiaggia, che racconta il suo piacere verso un ragazzo vestito con degli shorts blu e una maglietta bianca che gioca col suo cane. Si ritrova a guardarlo da diverse angolazioni e in situazioni differenti.
Le atmosfere sono tutte lucenti o biancastre, a sottolineare la cotta ingenua e pura della ragazza che la cantante impersona, con piccoli sfalsamenti o foschii d'immagine che fanno passare Britney da una scena all'altra. Delicati e virtuosi i balletti che la giovane compie supportata insieme a dei ballerini spasimando per il ragazzo, mentre questo gioca con il cane. Britney alla fine del video lo guarda allontanarsi sulla spiaggia mentre corre e si diverte. L'ultima scena lo riprende difatti che gioca con l'animale e la telecamera s'oscura.
Esistono due versioni del video che si differenziano per una scena verso l'inizio: in una, quella concettualmente più logica, si vede la Spears accanto al telescopio per più tempo prima che lei e il suo corpo di ballo vadano sul molo a ballare; questa è la versione americana, ed è quella inserita in Time Out With Britney Spears DVD nel 1999 e in Greatest Hits: My Prerogative DVD nel 2004. L'altra versione, quella internazionale, più carina ma meno logica in quanto anticipa il balletto sul molo prima che il corpo di ballo lo raggiunga, è la versione inserita nel Boxset di The Singles Collection disc-dvd nel 2009, ed è attualmente la sola versione del video disponibile sul canale ufficiale Vevo della cantante.
Il 23 febbraio 2018 il video ottiene la Vevo Certified (Certificazione Vevo).

## Tracce
UK CD Single (0523202)
1. Sometimes (Radio Edit) – 3:55
2. Sometimes (Soul Solution Mid-Tempo Mix) – 3:29
3. I'm So Curious – 3:35

UK Promo 12" Vinyl (052320.0P)
- Side A:

1. Sometimes (Thunderpuss 2000 Club Mix) – 8:02

- Side B:

1. Sometimes (Soul Solution Extended Mix) – 6:59
2. Sometimes (Thunderpuss 2000 Radio Mix) – 3:50

Europe/Australia CD Single (0550142)
1. Sometimes (Radio Edit) – 3:55
2. I'm So Curious – 3:35
3. Sometimes (Soul Solution Mid-Tempo Mix) – 3:29

Europe 2-Track CD (0580382)
1. Sometimes (Radio Edit) – 3:55
2. Sometimes (Soul Solution Mid-Tempo Mix) – 3:29

Japan CD Single (AVCZ95121)
1. Sometimes (Radio Edit) – 3:55
2. ...Baby One More Time (Sharp Platinum Vocal Remix) – 8:11
3. ...Baby One More Time (Davidson Ospina Club Mix) – 5:40

U.S. Promo CD (DUTCH19)
- Side A

1. Sometimes (Thunderpuss 2000 Club Mix) – 8:02
2. Sometimes (Mike Ski's Drum Dub) – 4:56

- Side B

1. Sometimes (Soul Solution Mid-Tempo Mix) – 3:29
2. Sometimes (ThunderDub) – 7:18

- Side C

1. Sometimes (Mike Ski's 3AM Bass Bin Destroyer Mix) – 9:34
2. Sometimes (Original Radio Edit) – 3:55

- Side D

1. Sometimes (Boris & Beck Roxy Dub) – 6:51
2. Sometimes (Beats Of Thunderpuss) – 4:27

## Remix e altre versioni
- Album Version (04:03)
- Radio Edit (03:55)
- Soul Solution Mid Tempo Mix (03:29) - Mislabeled as "Soul Solution Drum Dub"
- Soul Solution Extended Mix (06:59)
- Mike Ski's 3 AM Bass Bin Destroyer Mix (09:34)
- Mike Ski's Drum Dub (04:56)
- Boris & Beck Roxy Dub (06:51)
- Thunderpuss 2000 Club Mix (08:02)
- Thunderpuss 2000 Radio Mix (03:50)
- ThunderDUB (07:18)
- Beats Of Thunderpuss (04:27)
- Answering Machine Message (00:25)

## Classifiche

### Classifiche settimanali
| Classifica (1999) | Posizione massima |
| ----------------- | ----------------- |
| Australia         | 2                 |
| Austria           | 6                 |
| Belgio (Fiandre)  | 1                 |
| Belgio (Vallonia) | 6                 |
| Finlandia         | 4                 |
| Francia           | 13                |
| Germania          | 6                 |
| Irlanda           | 5                 |
| Italia            | 7                 |
| Norvegia          | 13                |
| Nuova Zelanda     | 1                 |
| Paesi Bassi       | 1                 |
| Regno Unito       | 3                 |
| Spagna            | 13                |
| Stati Uniti       | 21                |
| Svezia            | 4                 |
| Svizzera          | 7                 |

### Classifiche di fine anno
| Classifica (1999) | Posizione |
| ----------------- | --------- |
| Australia         | 22        |
| Belgio (Fiandre)  | 11        |
| Belgio (Vallonia) | 28        |
| Francia           | 54        |
| Germania          | 57        |
| Nuova Zelanda     | 20        |
| Paesi Bassi       | 20        |
| Regno Unito       | 34        |
| Stati Uniti       | 86        |
| Svezia            | 27        |
| Svizzera          | 38        |